# Jørgen-Bent Kistorp
Jørgen-Bent Kistorp (14. februar 1925 i København – 19. august 1993) var en dansk modstandsmand og forfatter.
Jørgen-Bent Kistorp blev student i 1943 under den tyske besættelse af Danmark.
I romanen Stærk mand død fra 1957 fortæller han semi-selvbiografisk om sine egne oplevelser under krigen.
Kistorp fungerede også som oversætter af udenlandsk litteratur, både skøn- og faglitteratur, bl.a. Stewart H. Holbrooks Stormogulerne (1968), Saul Bellows Ofret (1954) og H.E. Bates Træet med de blå blomster (1975).

## Stærk mand død
Den ældre Sten som har været frivillig under Vinterkrigen i Finland oplærer hovedpersonen i boksning mens de fungerer som sabotagevagter på "Fabrikken" på Islands Brygge i København. Langsomt, mens han opbygges fysisk, åbner hovedpersonen for den voldsmentalitet som hersker under krigen.
Sammen med Sten begynder de et illegalt arbejde som våbensælgere og lejesvende for de organiserede modstandsgrupper. Men deres arbejde var ikke ideologisk funderet, det var udelukkende en udforskning af voldens skyggesider, som hovedpersonen forklarer det i romanen: "Et eller andet i vores fortid, i vores legemlige og sjælelige udrustning havde dediceret os til vold. Det gik ud over den del af omverdenen, som psykologisk passede i vores kram. Et heldigt tilfælde anbragte os på den historisk rigtige side."
Deres handel med nedkastede engelske våben får den organiserede modstandsbevægelse til at betragte dem som suspekte personer, og efter et besøg af en stor gruppe modstandsfolk (Da de anses som særligt farlige bliver de dækket godt op: "Der var en tilfredsstillelse i at de var kommet så mange, det var en indrømmelse til os, og de vidste det godt selv.") må de to for en tid holde lav profil for ikke at vække videre uvilje i modstandsbevægelsen.
Sammen med den hårde fysiske og psykiske træning sker der også en vis selvdestruktivitet, idet det kombineres med massive drukture som især forstærkes efter den uheldige opmærksomhed fra modstandsbevægelsen foruden efter nedskydningen af en uskyldig civil under en sabotagehandling, som efterlader hovedpersonen rystende om morgenen indtil den første morgenøl, foruden et fysisk forfald der symboliseres ved en tand der rådner værk.
En lille del af deres våbenhandel foregår med pistoler stjålet fra tyske soldater, og de to hovedpersoner udvikler endda en metode så de udelukkende ved hjælp af psykisk intimidation kan få soldaterne til at udlevere deres våben uden brug af vold. De opdager dette ved en ren tilfældighed da en soldat kues ved deres tilstedeværelse, til forskel fra deres normale voldelige metoder.
I slutningen af krigen indser hovedpersonen dog at han ikke kan hamle op med Stens selvdestruktive higen, og da Sten under en druktur bider sammen om nogle detonatorer i form af sprængpenne (dog uden at disse eksploderer), går det op for ham at der er en grænse han ikke kan krydse.
Efter krigen "reddes" hovedpersonen fra depression og selvmord, som ellers er en skæbne der overgår mange af kammeraterne, ved et lykkeligt kærlighedsforhold. Sten derimod dør i en drukneulykke.
Stærk mand død er et sjældent og tidligt eksempel på en tvetydig psykologisk skildring af volden for voldens skyld under besættelsen, udgivet samme år hvor Tage Skou-Hansens De nøgne træer, som også indeholdt en stærk psykologisk men langt mindre kynisk skildring af en modstandsmands skæbne, udkom. 
Som udforskning af voldens psykologi går Kistorps selvoplevede roman desuden væsentligt længere end de fleste danske skønlitterære bøger om emnet.